# Chua Jim Neo

Imagem de Chua Jim Neo datada de 1946

Chua Jim Neo (1907 - 8 de agosto de 1980), também conhecida como Sra. Lee Chin Koon (李進坤 夫人), foi uma escritora de livros de receitas de Singapura mais conhecida por seu livro Mrs. Lee's Cookbook, que preserva as receitas da culinária peranakan, da diáspora chinesa que foi para o Sudeste Asiático. Chua também era mãe de Lee Kuan Yew, que foi a primeira pessoa a exercer o cargo de primeiro-ministro de Singapura.

## Biografia
Chua nasceu em Singapura em 1907. Seus pais eram Chua Kim Teng, um rico empresário local, e Leong Ah Soon, uma indonésio-chinesa de ascendência hakka. Seu pai nasceu em Singapura, seu avô paterno veio de uma família hacá peranakan em Malaca com ascendência de Haicheng, Zhangzhou, Fujian. Seus pais arranjaram um casamento para ela com um lojista, chamado Lee Chin Koon, e eles se casaram quando ela tinha quinze anos. Chua teve cinco filhos e seu filho mais velho era Lee Kuan Yew, que se tornou o primeiro primeiro-ministro de Singapura. Chua economizou joias e dinheiro para sua família, administrando as finanças domésticas e ajudando Kuan Yew a estudar direito na Grã-Bretanha.
Em 1974, ela escreveu o livro Mrs. Lee's Cookbook: Nonya Recipes and Other Favorite Recipes, a fim de preservar a herança da culinária Peranakan (também conhecida como culinária nyonya ou nyonya / baba), que combina Straits Chinese cozinhando com culinária de estilo malaio. Chua, uma nyonya (mulher chinesa peranakan), era considerada uma "autoridade altamente respeitada" no assunto. A publicação original incluía um prefácio de seu primo Wee Kim Wee, que então servia como alto comissário para a Malásia e mais tarde se tornaria presidente de Singapura. O livro de receitas foi atualizado e republicado em 2003 por sua neta, Lee Shermay.
Chua morreu em 8 de agosto de 1980 e foi cremada no Mount Vernon Columbarium. Ela foi introduzida postumamente no Hall da Fama das Mulheres de Singapura em 2015.